# Neurotoxine

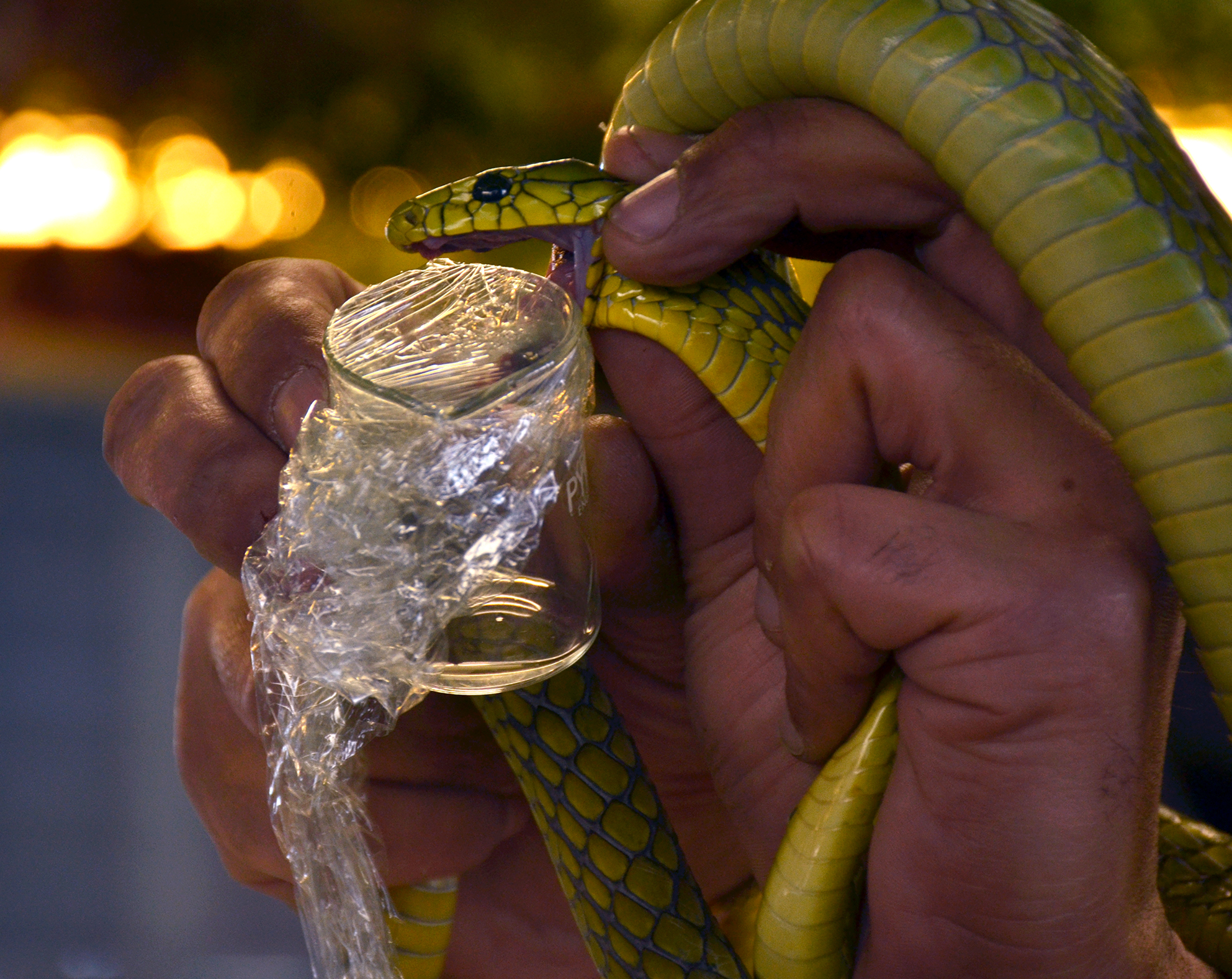
Extraction de venin sur Dendroaspis viridis, le Mamba vert de l'Ouest

Une neurotoxine est une toxine agissant sur le système nerveux, en bloquant ou modifiant l'activité de protéines membranaires présentes sur les cellules neuronales (neurones) telles que les canaux ioniques.
Exemple de neurotoxines :
- la toxine botulique ;
- la tétrodotoxine, qui est une neurotoxine présente chez le poisson japonais fugu[1] ;
- les conotoxines constituent une famille de peptides neurotoxiques extraits du venin des Conidae ;
- la dendrotoxine, neurotoxine présynaptique produite par le serpent mamba (Dendroaspis) ;
- la tétanospasmine, exotoxine produite par Clostridium tetani, la bactérie responsable du tétanos.